# شوكت الزهاوي
الدكتور شوكت بن عبد الحليم بن محمد فيضي الزهاوي ولد عام 1896 وتوفي في بغداد عام 1994.
مؤسس فرع الباثولوجي في الكلية الطبية الملكية (كلية الطب في جامعة بغداد حاليا) في العراق، وأول من درس الباثولوجي في الكلية عام 1929.
خريج كلية طب حيدر باشا (جامعة مرمرة حاليا) في أسطنبول عام 1918، أصبح رئيسا للجمعية الطبية العراقية عام 1938، كان مدير المعهد الباثولوجي في الكلية الطبية الملكية وكان من مؤسسي الكلية، وقام بتدريس الباثولوجي (علم الأمراض) في الكلية. أثر الانصراف إلى البحث العلمي فلم يفتح عيادة خاصة.
وقد أسس المعهد عام 1929 وهو الذي بادر بالدعوة لعقد المؤتمر الطبي العربي الأول في بغداد عام 1938، وكان رئيسا للجنة المنظمة.
أصبح وزير الشؤون الاجتماعية فترة قصيرة في وزارة توفيق السويدي الثانية عام 1946.
تقاعد عام 1959 بسبب إصابته التهاب المفاصل الروماتويدي، فتوجه للتأليف، وله من المؤلفات «الباثولوجي العام، العملي والنظري» الذي نشر عام 1963.

## عائلته
عمه الشاعر العراقي المعروف جميل صدقي الزهاوي، وجده المفتي الشيخ محمد فيضي الزهاوي، وابن عمه المفتي الشيخ أمجد الزهاوي.
وله من الأولاد الدبلوماسي وسام الزهاوي وكيل وزارة الخارجية العراقية سابقا في فترة الثمانينات وبداية التسعينات من القرن الماضي، وكذلك الأستاذ مازن الزهاوي الضليع في الأدب الأنكليزي والمترجم المحترف.
أما زوجته في ابنه محمد فاضل الداغستاني.